# Percy Almstedt
Percy Almstedt, född 30 november 1888 i Göteborg, död 29 oktober 1937 i Göteborg, var en svensk seglare.
Han seglade för Göteborgs KSS. Han blev olympisk silvermedaljör i Antwerpen 1920.